# Via dei pentoso fosfati
La via dei pentoso fosfati (definita anche shunt dell'esoso monofosfato [HMP shunt] o, in inglese, pentose phosphate pathway [PPP]) è un processo metabolico citoplasmatico, parallelo alla glicolisi, in grado di generare NADPH e convertire zuccheri esosi (a 6 atomi di carbonio) in pentosi (a 5 atomi di carbonio).
Costituisce la via alternativa seguita da tutti quei batteri che non possiedono nel loro bagaglio enzimatico l'enzima aldolasi, fondamentale per proseguire nella glicolisi a livello della quarta tappa della fase preparatoria.
Esistono due fasi distinte della via metabolica:
- fase ossidativa
- fase non ossidativa

## Fase ossidativa
Consiste nella generazione di 2 molecole di NADPH e di una molecola di ribulosio-5-P.
1. Ossidazione del C1 del glucosio-6-fosfato al NADP+ ad opera della glucosio-6-fosfato deidrogenasi per generare una molecola di 6-fosfoglucono-δ-lattone e produrre la prima molecola di NADPH.
2. Idratazione dettata dalla 6-fosfoglucono-lattonasi si ottiene un 6-fosfogluconato
3. Decarbossilazione ossidativa dalla 6-fosfogluconato deidrogenasi per generare il ribulosio-5-fosfato (Ru5P) e un secondo NADPH.
4. Il Ru5P viene facilmente convertito in ribosio-5-fosfato da una fosfopentosio isomerasi oppure a xilulosio-5-fosfato (Xu5P) da una fosfopentosio epimerasi.

Fase ossidativa.
Glucosio-6-fosfato (1), 6-fosfoglucono-δ-lattone (2), 6-fosfogluconato (3), ribulosio-5-fosfato (4)

## Fase non ossidativa
Vede la riconversione dei pentosi in esosi tramite due enzimi (transchetolasi e transaldolasi) che fanno rimaneggiamento dei primi.
1. Il D-ribulosio-5-P produce xilulosio-5-P tramite l'enzima ribulosio-5P-epimerasi
2. Il D-xilulosio-5-P e il ribosio-5-P vengono ricombinati dall'enzima transchetolasi a dare D-gliceraldeide-3-P e D-sedoeptulosio-7-P
3. La D-gliceraldeide-3-P e il D-sedoeptulosio-7-P vengono ricombinati dall'enzima transaldolasi a dare D-fruttosio-6-P e D-eritrosio-4-P
4. Il D-eritrosio-4-P viene ricombinato dall'enzima transchetolasi con D-xilulosio-5-P (prodotto dal D-ribulosio-5-P) a dare D-gliceraldeide-3-P e D-fruttosio-6-P

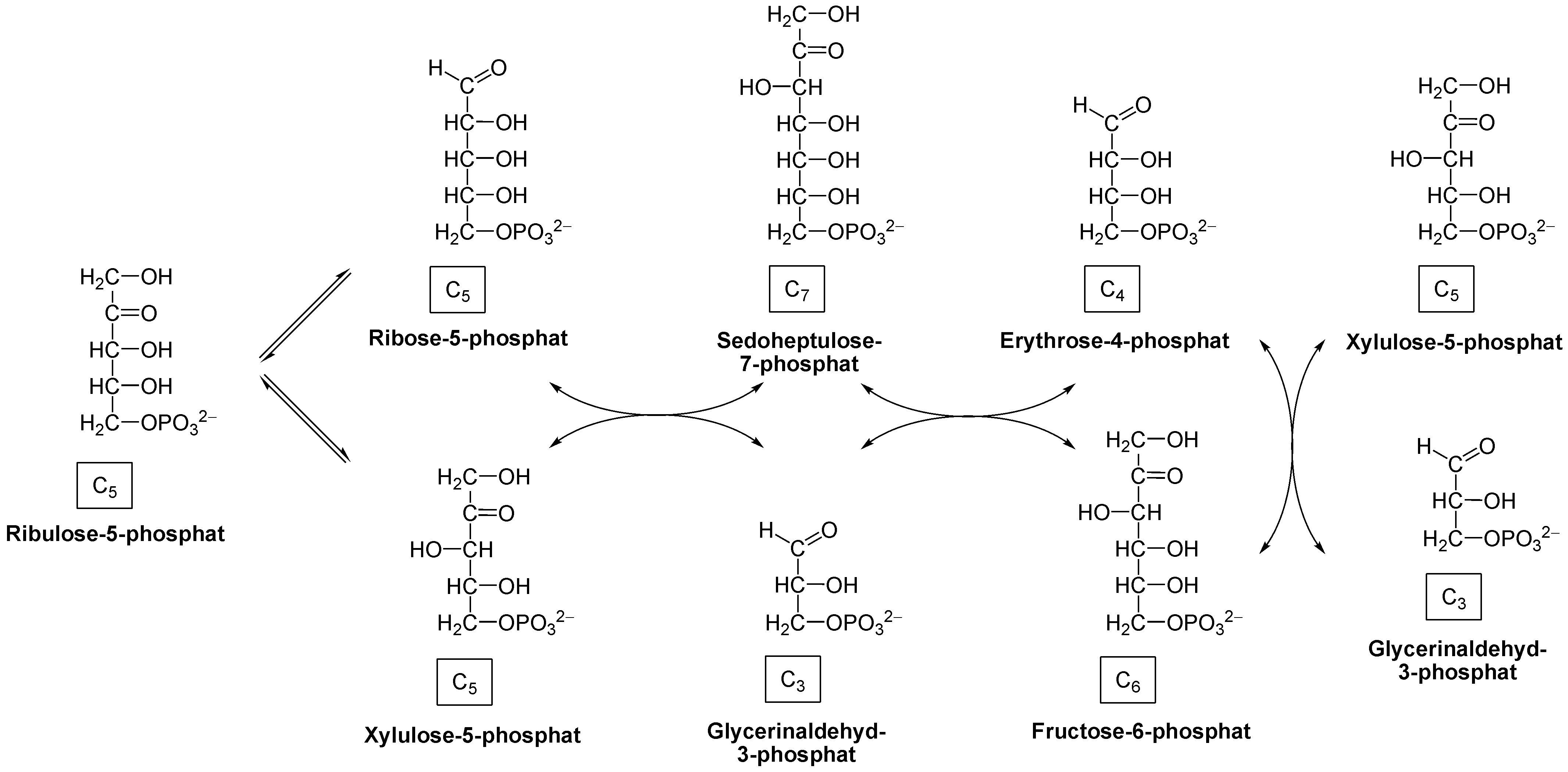
Fase non ossidativa

## Regolazione
La glucosio 6-fosfato deidrogenasi è l'enzima principale della via che è soggetto a regolazione endogena. Essa è inibita da ADP e AMP e attivata da ATP. Un altro suo regolatore endogeno è il palmitoil-coenzima A. È anche inibita da eccessive concentrazioni citosoliche di NADPH, suo prodotto di reazione, tanto che un rapporto tra NADPH/NADP+ superiore a 10 inibisce lo shunt per più del 90%.
Dal punto di vista farmacologico, la G6PDH è inibita in modo non-competitivo ed abbastanza specifico dallo steroide deidroepiandrosterone e suoi derivati alogenati. L'anione vanadato invece inibisce l'enzima in modo competitivo.
Il farmaco metformina usato nella terapia del diabete di tipo II è capace di attivare l'enzima con una modalità che non è stata ancora scoperta; comunque, potrebbe rappresentare un effetto secondario positivo dato che la via dei pentoso fosfati produce NADPH che rigenera il glutatione, antossidante naturale che si abbassa nella patologia diabetica.

## Funzioni
Le funzioni primarie di questa via metabolica sono:
- La generazione di equivalenti riducenti, sotto forma di NADPH, per le biosintesi riduttive all'interno delle cellule.
- Rifornire la cellula di ribosio-5-fosfato (R5P) per la sintesi di nucleotidi e acidi nucleici.
- Produzione di eritrosio 4-fosfato, un precursore fondamentale nella sintesi degli amminoacidi e della vitamina B6.

Gli zuccheri pentosi alimentari derivati dalla digestione degli acidi nucleici possono essere metabolizzati attraverso questa via metabolica e gli scheletri carboniosi dei carboidrati alimentari possono essere convertiti in intermedi glicolitici o gluconeogenici.
Questa via metabolica, che è localizzata esclusivamente nel citoplasma, è una delle tre vie principali attraverso cui la cellula ripristina la forma ridotta della molecola, con una produzione approssimativa di NADPH pari al 60% della produzione totale nell'uomo.
In conseguenza di quanto riportato, appare chiaro che oltre a rifornire la cellula di precursori per la sintesi dei nucleotidi, una delle funzioni della via è anche quella di prevenire lo stress ossidativo.